# Wilhelm Gratzl
Wilhelm Gratzl (geb. vor 1946; gest. nach 1958) war ein Österreicher, der in der Nachkriegszeit Opfer eines Justizirrtums wurde.

## Fall
Gratzl wurde 1956 wegen eines im April 1946 angeblich verübten Mordes im Bezirk Krems an der Donau zu fünfzehn Jahren Haft verurteilt. „Der einzige ‚Beweis‘ für Gratzls Schuld war die Aussage seines Mithäftlings Franz Dürnecker, der vor Gericht aussagte, Gratzl habe ihm die Schuld gestanden.“ Nachdem Gratzl am 16. Dezember 1957 von der Männerstrafanstalt Stein aus den Journalisten  Gustav Adolf Neumann kontaktiert hatte, wurde der Fall wieder aufgerollt. Neumann setzte sich mit Gratzls Verteidigerin Dr. Englisch in Verbindung und holte Informationen von Interpol ein. Man fand heraus, dass Stanislaus Starschinsky (charakteristisches Merkmal: Goldzahn), ein von der russischen Besatzungsmacht nach Lemberg gebrachter russischer Deserteur, den Mord begangen hatte. Gratzl wurde im März 1958, nach „dem von Gustaf Adolf Neumann betriebenen Wiederaufnahmeverfahren“, aus der Haft entlassen.

## Bedeutung
Der Fall Gratzl zählte gemäß Aussage des österreichischen Rechtsanwalts und Politikers Otto Tschadek zu einem von vier Fällen von Justizirrtümern (neben den Fällen Alois Manninger, Rudolf Rechberger und Franz Thiel), welche „das Vertrauen … in die [österreichische] Rechtsprechung“ der Nachkriegszeit erschütterten und zur Verhinderung der Wiedereinführung der Todesstrafe in Österreich beitrugen.